# La puerta del infierno
La puerta del infierno (Jigokumon) es una película japonesa de 1953, del director Teinosuke Kinugasa.  Fue una de las primeras películas niponas con una presencia importante en los principales festivales de cine del mundo y cosechó importantes galardones a nivel internacional. 

## Argumento
Durante la Rebelión Heiji, al samurái Endō Morito se le asigna escoltar a la dama de honor Kesa fuera del palacio una vez que ella se ofrece voluntaria para disfrazarse de la hermana del daimyō, dándole tiempo al padre y a la verdadera hermana del daimyō para escapar sin ser vistos. Kesa queda inconsciente cuando los rebeldes atacan su caravana y Morito la lleva a la casa de su hermano. Cuando llega el hermano de Morito, revela que él también es parte de la rebelión y sugiere que Morito se una a él. Morito se niega a traicionar al daimyō, Lord Kiyomani. Una vez que él y Kesa están a salvo, Morito demuestra su lealtad a Kiyomani acudiendo personalmente a él para darle noticias sobre la insurrección.
Después de que el golpe fracasa, Morito se topa de nuevo con Kesa. Enamorado de ella, le pide al Señor Kiyomoni, que está concediendo un deseo a cada uno de los guerreros leales que ayudaron a sofocar la rebelión, que le conceda la mano de Kesa en matrimonio. Kiyomani le informa que Kesa ya está casada con Wataru, un samurái de la Guardia Imperial, pero Morito exige que se le conceda su deseo. Kesa está preocupada por la determinación de Morito, pero Wataru promete protegerla.
Después de escuchar a Kesa interpretar música koto, Kiyomani comienza a simpatizar con Morito. Decide darle a Morito la oportunidad de competir por la mano de Kesa. Morito participa en una carrera de caballos en la que Wataru está compitiendo y casi ataca a Wataru en una cena "Olvídate de la carrera" después de que termina la carrera, molestando visiblemente a todos los que lo rodean.
A pedido de Kesa, su sirvienta Tone le dice a Marito que Kesa ha ido a visitar a su tía. Morito llega al domicilio y descubre la mentira. Obliga a la tía a escribirle una nota a Kesa diciéndole que está enferma y que necesita que Kesa vaya a verla. Kesa accede y se aterra al ver a Morito esperándola. Cuando Morito amenaza con matar a todos para salirse con la suya, Kesa le dice que cumplirá los deseos de su corazón y detalla un plan para que Morito mate a Wataru y la reclame una vez que enviude.
Kesa regresa a casa y se comporta generosamente con Tone y Wataru. Después de que todos se han ido a la cama, Morito se cuela en el dormitorio y le da un golpe mortal decisivo a una figura debajo de las mantas. Se horroriza al darse cuenta de que ha matado a Kesa. Al darse cuenta de que Kesa se sacrificó en lugar de someterse a sí misma o a cualquier otra persona a su locura, Morito le ruega infructuosamente a Wataru que lo mate como penitencia. Mientras Wataru llora a su esposa muerta, Morito se arrodilla en el patio, se corta el moño y promete comenzar de nuevo como monje.

## Reparto
- Kazuo Hasegawa – Morito Endo
- Machiko Kyō – Lady Kesa
- Isao Yamagata – Wataru Watanabe
- Yatarō Kurokawa – Taira no Shigemori
- Kōtarō Bandō – Rokuroh
- Jun Tazaki – Kogenta
- Koreya Senda – Taira no Kiyomori
- Masao Shimizu – Fujiwara no Nobuyori
- Tatsuya Ishiguro – Yachuta
- Kenjirō Uemura – Masanaka
- Gen Shimizu – Saburosuke
- Michiko Araki – Mano
- Yoshie Minami – Tone
- Kikue Mōri – Sawa
- Ryōsuke Kagawa – Yasutada
- Kunitarō Sawamura – Moritada

## Palmarés
Premios del Círculo de Críticos de Cine de Nueva York
| Categoría                           | Resultado |
| ----------------------------------- | --------- |
| Mejor película en lengua extranjera | Ganadora  |

- Oscar a la mejor película extranjera y al mejor vestuario en 1954.
- Palma de Oro en el Festival de Cannes en 1954.